# Miyu
Miyu (jap. みゆ, ミユ) – głównie żeńskie imię japońskie, bardzo rzadko noszone przez mężczyzn.

## Możliwa pisownia
Miyu można zapisać używając wielu różnych znaków kanji i może znaczyć m.in.:
- 美優, „piękno, delikatny”[1]
- 美侑, „piękno, asystować”
- 美夢, „piękno, sen”
- 美唯, „piękno, tylko”
- 美夕, „piękno, wieczór”
- 美由, „piękno, powód”
- 海由, „morze, powód”
- 心由, „serce, powód”
- 未由, „jeszcze nie, powód”
- 実由, „owoc, powód”
- 実結, „owoc, tie”
- 深優, „głębokość, delikatny”
- 未夢, „jeszcze nie, sen”

## Znane osoby
- Miyu Irino (自由), japoński seiyū
- Miyu Matsuki (未祐), japońska seiyū
- Miyu Nagase (実夕), japońska piosenkarka, gitarzystka oraz założycielka zespołu ZONE

## Fikcyjne postacie
- Miyu (美夕), główna bohaterka mangi, anime i OVA Vampire Princess Miyu
- Miyu　(ミユ), postać z serii gier Star Fox 2
- Miyu Greer (深優), bohaterka serii  Mai-HiME i My-Otome
- Miyu Kōzuki (未夢), główna bohaterka mangi, gry i anime Daa! Daa! Daa
- Miyu Mido (美夕), bohaterka mangi i serii anime La Blue Girl